# Хорум-Даг
Хорум-Даг (тув. Хорум-Даг) — село в Дзун-Хемчикского кожууне Республики Тыва. Административный центр и единственный населённый пункт Хорум-Дагского сумона.

## История
С 19 по 27 июля 2014 года в местечке Хорум-Даг Дзун-Хемчикского района, на турбазе этнокультурного центра Шык-Бажы, прошел первый международный фестиваль тэнгрианского искусства медитации

## География
Село находится у р. Чыргаки.
Уличная сеть
ул. Гагарина, ул. М.Костээ→ ул. Малчын, ул. Мира, ул. Октябрьская, ул. Х. А. Оюу.
К селу примыкают местечки (населённые пункты без статуса поселения) м. Ак-Хая, м. Дон-Терек, м. МТФ Дон-Терек, м. Тербе-Даш, м. Хылдыг-Узук, м. Эл-Бажы, м. Элезинниг-Хову.

## Население
| 2002 | 2010 | 2011 | 2012 | 2013 | 2014 | 2015 |
| ---- | ---- | ---- | ---- | ---- | ---- | ---- |
| 483  | ↘447 | ↘445 | ↗449 | ↘434 | ↘414 | ↘411 |
| 2016 | 2017 | 2018 | 2019 | 2020 | 2021 |      |
| ↘401 | ↗418 | ↘404 | ↗416 | ↗421 | ↘345 |      |

## Инфраструктура
В 2016 году подключен к скоростному волоконно-оптическому интернету в рамках выполнения государственной задачи по устранению цифрового неравенства между жителями городского и сельского населения России.
образование
Среднее (полное) общее образование — МБУ Хорум-Дагская средняя школа
Медицина
ФАП Хорум-Даг
сельское хозяйство
Разведение овец и коз — МУУП КОШ-ТЕРЕК ХОРУМ-ДАГ
культура
СЕЛЬСКИЙ ДК им. Монгуш Дырышпан
административная деятельность
МУЧ ХП СУМОН ХОРУМ-ДАГСКИЙ, МУЧ АДМ СП СУМОН ХОРУМ-ДАГСКИЙ

## Транспорт
Подходит автодорога 93-258-ОП-МР-57 «Подъезд к с. Хорум-Даг» протяжённостью 10 км.